# 806년

## 연호
- 당(唐) 원화(元和) 원년
- 일본(日本) 엔랴쿠(延暦) 25년 / 다이도(大同) 원년

## 기년
- 당(唐) 헌종(憲宗) 원년
- 신라(新羅) 애장왕(哀莊王) 7년
- 발해(渤海) 강왕(康王) 13년

## 사망
- 4월 9일 (음력 3월 17일) - 일본 50대 천황 간무